# Giorgi Melikidze
Giorgi Melikidze (ur. 1953  w Tbilisi) – gruziński fizyk,  dr hab. nauk fizycznych, profesor zwyczajny Instytutu Astronomii im. profesora Janusza Gila Wydziału Fizyki i Astronomii Uniwersytetu Zielonogórskiego.

## Życiorys
Odbył studia na wydziale fizyki Tbiliskiego Uniwersytetu Państwowego, w 1983 uzyskał doktorat, 23 listopada 1998 habilitował się na podstawie pracy zatytułowanej Plasma Model for Pulsar Radiation. 16 marca 2004 nadano mu tytuł profesora w zakresie nauk fizycznych.
Objął funkcję profesora zwyczajnego w Instytucie Astronomii im. profesora Janusza Gila na Wydziale Fizyki i Astronomii Uniwersytetu Zielonogórskiego, prorektora na Uniwersytecie Zielonogórskim, a także dziekana Wydziału Fizyki i Astronomii Uniwersytetu Zielonogórskiego.